# Agroeca minuta
Agroeca minuta är en spindelart som beskrevs av Banks 1895. Agroeca minuta ingår i släktet Agroeca och familjen månspindlar. Inga underarter finns listade i Catalogue of Life.